# Миоля
Мио̀ля (на италиански: Mioglia; на лигурски: Mieuja, Миеуя) е село и община в Северна Италия, провинция Савона, регион Лигурия. Разположено е на 349 m надморска височина. Населението на общината е 537 души (към 2011 г.).